# Mannisenjärvi
Mannisenjärvi är en sjö i kommunen Uleåborg i landskapet Norra Österbotten i Finland. Arean är 36 hektar och strandlinjen är 3,24 kilometer lång. Sjön  ingår i Kiminge älvs huvudavrinningsområde.   Den ligger omkring 31 kilometer nordöst om Uleåborg och omkring 560 kilometer norr om Helsingfors. 